# بیلی هیل
بیلی هیل (انگلیسی: Billy Hill؛ ‏ ۱۴ ژوئیهٔ ۱۸۹۹ – ۲۴ دسامبر ۱۹۴۰) موسیقی‌دان، نوازنده پیانو، نوازنده ویولن و ترانه‌سرا اهل ایالات متحده آمریکا بود.
از فیلم‌هایی که وی در آن‌ها نقش داشته‌است، می‌توان به در کوهستان اشاره نمود.